# Tachinomyia panaetius
Tachinomyia panaetius là một loài ruồi trong họ Tachinidae.